# Willem Bilderdijk
Willem Bilderdijk (født 7. september 1756 i Amsterdam, død 18. december 1831 i Haarlem) var en hollandsk digter.

## Liv og gerning
Han var søn af en læge i Amsterdam. Da han var seks år gammel, havde han en ulykke med sin fod, som varede i ti år, og han udviklede en vane med kontinuerlige og koncentrerede studier. Hans forældre var ivrige støtter af Huset Orange-Nassau, og Bilderdijk voksede op med en stærk monarkisk og calvinistisk overbevisning.
Efter at have studeret ved Leiden Universitet opnåede Bilderdijk en doktorgrad i jura i 1782 og begyndte at praktisere som advokat i Haag. Tre år senere indgik han et ægteskab med Rebecca Woesthoven. I 1795 nægtede han at aflægge ed til administrationen for den nye bataviske republik og måtte derfor forlade Holland. Han rejste til Hamborg og derefter til London, hvor hans store lærdom gav ham anseelse.
Der havde han som elev Katharina Wilhelmina Schweickhardt (1776-1830), datter af den hollandske maler Heinrich Wilhelm Schweickhardt og selv en digter. Da han forlod London i juni 1797 og rejste til Braunschweig, fulgte hun efter ham, og efter, at han formelt havde skilt sin første kone i 1802, blev de gift.
I 1806 blev han overtalt af sine venner til at vende tilbage til Holland, hvor den bataviske republik var blevet afløst af et monarki, hvor den første konge var Louis Bonaparte, en broder til den franske kejser Napoleon Bonaparte. Louis Napoleon modtog Bilderdijk venligt og gjorde ham til bibliotekar og medlem og til sidst præsident (1809-1811) for Royal Institute. Bilderdijk underviste også kongen i hollandsk, skønt han ved en lejlighed fortalte sine folk, at han var "Konijn van 'Olland" (oversat: "kanin af' Olland") snarere end "Koning van Holland" ("Konge af Holland" ), fordi han havde svært ved at mestre udtalen.
Efter, at Louis Napoleon havde abdiceret, led Bilderdijk stor fattigdom; ved tiltrædelsen af Vilhelm I af Nederlandene i 1813 håbede han at blive professor, men blev skuffet og blev en historielærer i Leiden. Han fortsatte sin energiske kampagne mod liberale ideer til sin død, der indtraf i Haarlem den 18. december 1831.
Bilderdijk var grundlægger af den åndelige bevægelse "Het Réveil", der forsøgte at give et kristent svar på idealerne i den franske revolution. Blandt hans disciple var Abraham Capadose, Willem de Clercq, Guillaume Groen van Prinsterer og især Isaac da Costa, der kaldte sin lærer "anti-revolutionær, anti-Barneveldtian, anti-Loevesteinish, anti-liberal".